# Агеев, Владимир Иванович
Владимир Иванович Агеев (чув. Улатимӗр Айван ывӑлӗ Агеев; 2 апреля 1932, Большие Яльчики, Яльчикский район, Чувашская АССР — 3 января 2024) — советский чувашский живописец, график, народный художник Чувашской АССР.
В Союзе художников СССР (1970—1991).

## Биография
Владимир Агеев родился 2 апреля 1932 года в селе Большие Яльчики, Яльчикского района, Чувашской АССР.
В 1956 году окончил Чебоксарское художественное училище. Работал художником Чувашского книжного издательства, сотрудником сатирического журнала «Капкан».
Скончался 3 января 2024 года на 92-м году жизни.

## Художественное творчество
В своих основных работах живописец отражает историю чувашского народа, этапы его становления и развития. Значительное место в его творческой биографии занимают произведения на темы легенд и сказаний родного народа.

## Награды и премии
- Народный художник Чувашской АССР (1986)
- Заслуженный художник Чувашской АССР (1977)
- Государственная премия Чувашской АССР им. К. В. Иванова (1981)[5]
- знак Министерства культуры Российской Федерации «За достижения в культуре» (2003)
- медаль ордена «За заслуги перед Чувашской Республикой»

## Основные выставки
Юбилейная персональная выставка «Суварские врата» (к 80-летию со дня рождения). Чувашский государственный художественный музей. 2 марта 2012 года.

## Основные произведения

### Живопись
- Автопортрет с чувашскими поэтами. 1963.
- Е. Пугачев после переправы через Волгу близ села Сундырь 17 июля 1774 г. 1978.
- Базар в Яльчиках. 1979.
- Портрет жены. 1981.
- Битва у стен города Сувар. 1985—1989.
- Праздник купания (синсе). 1986.
- Думы о времени (Чувашские писатели). 1987—1988.
- К. В. Иванов на празднике хоровода низовых чуваш в 1912 г. Деревня Тӑхӑръял. — 1987 г.
- Народный поэт К. В. Иванов на празднике хоровода в 1912 году. 1988—1989.
- Встреча жениха с невестой. 2008.

### Графика
- Мудрецы. 1971. Бумага, перо, тушь.
- Падение с Пегаса. 1971. Бумага, перо, тушь.
- Хоровод. 1973. Бумага, автолитография.
- Похищение невесты. 1978. Бумага, акварель, тушь.

## Оформление книг
- Тимбай, Сантӑр. Вуник асамҫӑ. На чув. яз. — Шупашкар: Чӑваш кӗнеке издательстви, 1974. На 3-й стр. обл.: Двенадцать волшебников.
- Тимбай, Сандор. Двенадцать волшебников. — Чебоксары: Чувашское книжное изд-во, 1974.
- Чувашские легенды и сказки. Сост. Е. С. Сидорова. Пер. Семена Шуртакова. Чувашское книжное изд-во. Чебоксары, 1979.
- Мишши Юхма. Древние чувашские боги и герои. Издательство Чувашия, 1996